# Brasilianische Basketballnationalmannschaft
Die brasilianische Basketballnationalmannschaft der Männer ist die Auswahl brasilianischer Basketballspieler, welche die Confederação Brasileira de Basketball (Brasilianischer Basketballverband) auf internationaler Ebene, beispielsweise in Freundschaftsspielen gegen die Auswahlmannschaften anderer nationaler Verbände, aber auch bei internationalen Wettbewerben repräsentiert. Der nationale Verband trat 1935 dem Weltverband Fédération Internationale de Basketball (FIBA) bei.
Sie nahm bislang an allen Weltmeisterschaften (erstmals 1950 ausgetragen) teil und gewann diesen Wettbewerb zweimal. Ihr bislang letzter großer Titelgewinn war die Amerikameisterschaft 2009.

## Geschichte
Die erfolgreichste Zeit der Nationalmannschaft war in den 1950er- und 1960er-Jahren. In dieser Zeit erreichte sie sechsmal in Folge das Halbfinale der Weltmeisterschaften (1950–1970), dreimal (1948, 1960, 1964) gewann sie die olympische Bronzemedaille. Wichtigste Spieler besonders bei den WM-Triumphen 1959 und 1963 waren Amaury Pasos und Wlamir Marques, später übernahm vor allem Ubiratan Maciel die Führungsrolle.
Ab Ende der 1970er-Jahre entwickelte sich neben Marcel de Souza und Marcos „Marquinhos“ Leite besonders Oscar Schmidt zum Dreh- und Angelpunkt der Mannschaft. Er blieb bis in die 1990er-Jahre hinein ihr überragende Scorer und führte Brasilien bei den Panamerikaspielen 1987 in Indianapolis überraschend zum Finaltriumph gegen die USA. Ab den 2000er-Jahren etablierten sich vermehrt brasilianische Spieler wie Nenê, Leandro Barbosa, Anderson Varejão und Tiago Splitter in der NBA.
Während mit diesen in der Folgezeit einige Erfolge wie der zweimalige Gewinn der Amerikameisterschaft gelangen, verpasste man ohne die NBA-Akteure durch das Vorrunden-Aus bei der Amerikameisterschaft 2013 erstmals die sportliche Qualifikation für eine Weltmeisterschaft.

## Abschneiden bei internationalen Wettbewerben

### Weltmeisterschaften
| - 1950 – 4. Platz - 1954 – . Platz - 1959 – . Platz - 1963 – . Platz - 1967 – . Platz | - 1970 – . Platz - 1974 – 6. Platz - 1978 – . Platz - 1982 – 8. Platz - 1986 – 4. Platz | - 1990 – 5. Platz - 1994 – 11. Platz - 1998 – 10. Platz - 2002 – 8. Platz - 2006 – Vorrunde | - 2010 – Achtelfinale - 2014 – 6. Platz - 2019 – 13. Platz - 2023 – 13. Platz |

### Olympische Spiele
| - 1936 – 9. Platz - 1948 – . Platz - 1952 – 6. Platz - 1956 – 6. Platz - 1960 – . Platz | - 1964 – . Platz - 1968 – 4. Platz - 1972 – 7. Platz - 1976 – nicht qualifiziert - 1980 – 5. Platz | - 1984 – 9. Platz - 1988 – 5. Platz - 1992 – 5. Platz - 1996 – 6. Platz - 2000 – nicht qualifiziert | - 2004 – nicht qualifiziert - 2008 – nicht qualifiziert - 2012 – Vorrunde - 2016 – 9. Platz - 2020 – nicht qualifiziert | - 2024 – |

### Amerikameisterschaften
| - 1980 – 4. Platz - 1984 – . Platz - 1988 – . Platz - 1989 – . Platz - 1992 – . Platz | - 1993 – 4. Platz - 1995 – . Platz - 1997 – . Platz - 1999 – 6. Platz - 2001 – 4. Platz | - 2003 – 5. Platz - 2005 – . Platz - 2007 – 4. Platz - 2009 – . Platz - 2011 – . Platz | - 2013 – 9. Platz - 2015 – 9. Platz - 2017 – 10. Platz - 2022 – Vorrunde |

### Panamerikanische Spiele
| - 1951 – 4. Platz - 1955 – . Platz - 1959 – . Platz - 1963 – . Platz - 1967 – 7. Platz | - 1971 – . Platz - 1975 – . Platz - 1979 – . Platz - 1983 – . Platz - 1987 – . Platz | - 1991 – 5. Platz - 1995 – . Platz - 1999 – . Platz - 2003 – . Platz - 2007 – . Platz | - 2011 – 5. Platz - 2015 – . Platz - 2019 – nicht qualifiziert - 2023 – . Platz |

### Südamerikameisterschaften
| - 1930 – . Platz - 1934 – . Platz - 1935 – . Platz - 1937 – . Platz - 1938 – 4. Platz - 1939 – . Platz - 1940 – 3. Platz - 1941 – 5. Platz - 1942 – 4. Platz - 1945 – . Platz | - 1947 – 4. Platz - 1949 – . Platz - 1953 – . Platz - 1955 – . Platz - 1958 – . Platz - 1960 – . Platz - 1961 – . Platz - 1963 – . Platz - 1966 – . Platz - 1968 – . Platz | - 1969 – . Platz - 1971 – . Platz - 1973 – . Platz - 1976 – . Platz - 1977 – . Platz - 1979 – . Platz - 1981 – . Platz - 1983 – . Platz - 1985 – . Platz - 1987 – . Platz | - 1989 – . Platz - 1991 – . Platz - 1993 – . Platz - 1995 – . Platz - 1997 – 4. Platz - 1999 – . Platz - 2001 – . Platz - 2003 – . Platz - 2004 – . Platz - 2006 – . Platz | - 2008 – 4. Platz - 2010 – . Platz - 2012 – 4. Platz - 2014 – . Platz - 2016 – Vorrunde |

## Kader
| Spieler | Spieler            | Spieler           | Spieler | Spieler | Spieler  | Spieler                |
| Nr.     | Name               | Geburt            | Größe   | Info    | Einsätze | Verein                 |
| ------- | ------------------ | ----------------- | ------- | ------- | -------- | ---------------------- |
|         |                    | Guards (PG, SG)   |         |         |          |                        |
| 2       | Yago Santos        | 09.03.1999        | 178 cm  |         |          | KK Roter Stern Belgrad |
| 7       | Didi Louzada       | 02.07.1999        | 196 cm  |         |          | Flamengo Basketball    |
| 8       | Vítor Benite       | 20.02.1990        | 190 cm  |         |          | Zunder Palencia        |
| 9       | Marcelo Huertas    | 25.05.1983        | 191 cm  |         |          | La Laguna Tenerife     |
| 11      | Gui Santos         | 22.06.2002        | 197 cm  |         |          | Golden State Warriors  |
| 23      | Raul Neto          | 19.05.1992        | 185 cm  |         |          | Free Agent             |
| 32      | Georginho De Paula | 24.05.1996        | 196 cm  |         |          | Franca                 |
|         |                    | Forwards (SF, PF) |         |         |          |                        |
| 14      | Leonardo Meindl    | 20.03.1993        | 201 cm  |         |          | Alvark Tokyo           |
| 45      | João Cardoso       | 28.08.2000        | 198 cm  |         |          | Free Agent             |
| 51      | Bruno Caboclo      | 21.09.1995        | 206 cm  |         |          | KK Partizan Belgrad    |
| 99      | Lucas Dias         | 06.07.1995        | 207 cm  |         |          | Franca                 |
|         |                    | Center (C)        |         |         |          |                        |
| 6       | Cristiano Felício  | 07.07.1992        | 208 cm  |         |          | Coviran Granada        |

| Trainer   | Trainer             | Trainer         |
| Nat.      | Name                | Position        |
| --------- | ------------------- | --------------- |
| Kroatien  | Aleksandar Petrović | Head Coach      |
| Brasilien | Tiago Splitter      | Assistenz-Coach |
| Brasilien | Helinho Rubens      | Assistenz-Coach |
| unbekannt | Bruno Savignani     | Assistenz-Coach |

| Legende               | Legende                                  |
| Abk.                  | Bedeutung                                |
| --------------------- | ---------------------------------------- |
| (C)                   | Mannschaftskapitän                       |
|                       | verletzt während weiter Teile der Saison |
| Quellen               |                                          |
| Teamhomepage          |                                          |
| Ligahomepage          |                                          |
| Stand: 4. August 2024 |                                          |

| Legende               | Legende                                  |
| Abk.                  | Bedeutung                                |
| --------------------- | ---------------------------------------- |
| (C)                   | Mannschaftskapitän                       |
|                       | verletzt während weiter Teile der Saison |
| Quellen               |                                          |
| Teamhomepage          |                                          |
| Ligahomepage          |                                          |
| Stand: 4. August 2024 |                                          |

## Ehemalige Kader
| Nr. | Name                | Geburtsdatum    | Größe  | Position | Einsätze | Club                   |
| --- | ------------------- | --------------- | ------ | -------- | -------- | ---------------------- |
| 2   | Yago Santos         | 09.03.1999      | 178 cm | Guard    |          | KK Roter Stern Belgrad |
| 7   | Didi Louzada        | 02.07.1999      | 196 cm | Guard    |          | Flamengo Basketball    |
| 8   | Vítor Benite        | 20.02.1990      | 190 cm | Guard    |          | Zunder Palencia        |
| 9   | Marcelo Huertas     | 25.05.1983      | 191 cm | Guard    |          | La Laguna Tenerife     |
| 11  | Gui Santos          | 22.06.2002      | 197 cm | Guard    |          | Golden State Warriors  |
| 23  | Raul Neto           | 19.05.1992      | 185 cm | Guard    |          | Free Agent             |
| 32  | Georginho De Paula  | 24.05.1996      | 196 cm | Guard    |          | Franca                 |
| 14  | Leonardo Meindl     | 20.03.1993      | 201 cm | Forward  |          | Alvark Tokyo           |
| 45  | João Cardoso        | 28.08.2000      | 198 cm | Forward  |          | Free Agent             |
| 51  | Bruno Caboclo       | 21.09.1995      | 206 cm | Forward  |          | KK Partizan Belgrad    |
| 99  | Lucas Dias          | 06.07.1995      | 207 cm | Forward  |          | Franca                 |
| 6   | Cristiano Felício   | 07.07.1992      | 208 cm | Center   |          | Coviran Granada        |
|     | Aleksandar Petrović | Head Coach      |        |          |          |                        |
|     | Tiago Splitter      | Assistenz-Coach |        |          |          |                        |
|     | Hélio Rubens        | Assistenz-Coach |        |          |          |                        |
|     | Bruno Savignani     | Assistenz-Coach |        |          |          |                        |

| Nr. | Name               | Geburtsdatum    | Größe  | Position | Einsätze | Club                    |
| --- | ------------------ | --------------- | ------ | -------- | -------- | ----------------------- |
| 2   | Yago Santos        | 09.03.1999      | 178 cm | Guard    |          | KK Roter Stern Belgrad  |
| 8   | Vítor Benite       | 20.02.1990      | 190 cm | Guard    |          | Zunder Palencia         |
| 9   | Marcelo Huertas    | 25.05.1983      | 191 cm | Guard    |          | Lenovo Tenerife         |
| 11  | Gui Santos         | 22.06.2002      | 197 cm | Guard    |          | Santa Cruz Warriors     |
| 19  | Raul Neto          | 19.05.1992      | 185 cm | Guard    |          | Fenerbahçe              |
| 32  | Georginho De Paula | 24.05.1996      | 196 cm | Guard    |          | ratiopharm Ulm          |
| 10  | Tim Soares         | 04.02.1997      | 211 cm | Forward  |          | Nagoya Diamond Dolphins |
| 14  | Leonardo Meindl    | 20.03.1993      | 201 cm | Forward  |          | Alvark Tokyo            |
| 50  | Bruno Caboclo      | 21.09.1995      | 206 cm | Forward  |          | Reyer Venezia Mestre    |
| 99  | Lucas Dias         | 06.07.1995      | 207 cm | Forward  |          | Franca                  |
| 6   | Cristiano Felício  | 07.07.1992      | 208 cm | Center   |          | Coviran Granada         |
| 23  | Felipe Dos Anjos   | 30.04.1998      | 218 cm | Center   |          | BC MoraBanc Andorra     |
|     | Gustavo De Conti   | Head Coach      |        |          |          |                         |
|     | Helinho Rubens     | Assistenz-Coach |        |          |          |                         |

| Nr. | Name                 | Position       | Geburtsdatum | Größe  | Einsätze | Club                               |
| --- | -------------------- | -------------- | ------------ | ------ | -------- | ---------------------------------- |
| 5   | Raul Neto            | Guard          | 19.05.1992   | 185 cm |          | Utah Jazz                          |
| 8   | Vítor Benite         | Guard          | 20.02.1990   | 190 cm |          | UCAM Murcia                        |
| 9   | Marcelo Huertas      | Guard          | 25.05.1983   | 191 cm |          | Los Angeles Lakers                 |
| 19  | Leandro Barbosa      | Guard          | 28.11.1982   | 194 cm |          | Phoenix Suns                       |
| 55  | Rafael Luz           | Guard          | 11.02.1992   | 188 cm |          | Laboral Kutxa                      |
| 10  | Alex Garcia          | Forward        | 04.03.1980   | 192 cm |          | Associação Bauru BC                |
| 12  | Guilherme Giovannoni | Forward        | 02.06.1980   | 204 cm |          | UniCEUB Brasília                   |
| 14  | Marquinhos           | Forward        | 31.05.1984   | 207 cm |          | Flamengo Rio de Janeiro#Basketball |
| 30  | Rafael Hettsheimeir  | Forward        | 16.06.1986   | 208 cm |          | Associação Bauru BC                |
| 6   | Cristiano Felício    | Center         | 07.07.1992   | 208 cm |          | Chicago Bulls                      |
| 13  | Nenê                 | Center         | 13.09.1982   | 211 cm |          | Houston Rockets                    |
| 23  | Augusto Lima         | Center         | 17.09.1991   | 208 cm |          | Real Madrid                        |
|     | Rubén Magnano        | Head Coach     |              |        |          |                                    |
|     | Gustavo De Conti     | Assistenzcoach |              |        |          |                                    |
|     | José Alves Neto      | Assistenzcoach |              |        |          |                                    |

### Weitere bekannte Spieler
- João Paulo Batista (* 1981)
- Anderson Varejão (* 1982)
- Tiago Splitter (* 1985)